# Adrian Iorgulescu
Adrian Iorgulescu (n. 6 iulie 1951, București, România) este un compozitor, muzician și om politic român, membru al Partidului Național Liberal, care a îndeplinit funcția de ministru al Culturii și Cultelor în guvernul Tăriceanu (august 2005 - decembrie 2008), membru corespondent al Academiei Române (din 2022).

## Biografie
Adrian Iorgulescu s-a născut la data de 6 iulie 1951, în municipiul București. A urmat studii universitare la Academia de Muzică București, Secția Compoziție (1970-1974), absolvind apoi un Master la Academia de Muzică din București și cursuri de specializare la Academia de Muzică din București (1974-1975) și la Academia "Santa-Cecilia" din Roma (1982). A obținut
în anul 1990 titlul științific de doctor în muzicologie și estetică muzicală.
Începând din anul 1990 este profesor de compoziție și forme muzicale în cadrul Universității Naționale de Muzică din București, în prezent fiind și conducător de doctorat în compoziție și muzicologie.
Adrian Iorgulescu a compus simfonii, concerte instrumentale, muzică de operă, lucrări corale și muzică de film, fiind distins cu numeroase premii exclusiv în România. A fost ales în funcția de vicepreședinte (1990-1992), apoi în cea de președinte al Uniunii Compozitorilor și Muzicologilor din România (începând din anul 1992, fiind reales în 1998). A îndeplinit și funcțiile de președinte al Alianței Naționale a Uniunilor de Creatori (1995-1996), președinte al Societății Romane de Gestiune Colectivă pe domeniul muzical (UCMR-ADA). De asemenea, a fost ales ca membru în juriile unor concursuri muzicale naționale și internaționale.

## Activitate politică
Pe lângă activitatea de muzicolog, Adrian Iorgulescu s-a remarcat și ca om politic. El a fondat Partidul Alternativa României (PAR), împreună cu Varujan Vosganian și Laurențiu Ulici, cu puțin timp înaintea alegerilor parlamentare din 1996. Iorgulescu a fost ales ca deputat de București pe listele Convenției Democrate Române în legislatura 1996-2000. În calitate de deputat, a fost membru al Comisiei pentru Cultură, Arte și Mass Media din Camera Deputaților și al Grupului parlamentar de prietenie cu Republica Italiană (din februarie 1997).
Partidul Alternativa României și-a schimbat denumirea în cea de Uniunea Forțelor de Dreapta la data de 28 martie 1999, Iorgulescu îndeplinind funcțiile de copreședinte (1999-2001) și președinte (2001-2003) al acestui partid. UFD a fost membru al coaliției CDR 2000, lansată în august 2000 cu scopul de a participa la alegerile din anul 2000. UFD a fuzionat prin absorbție cu Partidul Național Liberal la 19 aprilie 2003.
În anul 2003, ca urmare a fuziunii prin absorbție a UFD cu PNL, Adrian Iorgulescu devine membru în Biroul Permanent Central  al PNL, apoi în anul 2005 membru în Consiliul Național de Conducere al Alianței "Dreptate și Adevăr". El s-a remarcat și ca un teoretician al mișcării politice de dreapta, fiind autor de articole și studii pe teme politice, precum și autor al volumului Dreapta – Principii și perspective (2000).
La data de 22 august 2005, Adrian Iorgulescu a fost numit în funcția de ministru al Culturii și Cultelor în Guvernul Tăriceanu, înlocuind-o în acest post, pe Mona Muscă. Și-a încheiat mandatul de ministru la termen, respectiv decembrie 2008. I-a succedat în postul de ministru al Culturii, Cultelor și Patrimoniului Național, Theodor Paleologu - fost ambasador al României în Regatul Danemarcei.

## Operă
Adrian Iorgulescu este autorul mai multor compoziții muzicale, ca de exemplu:
- 3 simfonii, 4 concerte instrumentale (ciclul Ipostazelor),
- 4 cvartete de coarde, 3 cicluri de lieduri,
- opera Revuluția, după Conul Leonida față cu reacțiunea de I.L. Caragiale,
- piese simfonice și camerale, opusuri corale, muzică de film.

De asemenea, este autorul unor studii și articole de muzicologie și estetică publicate în reviste culturale și în cotidiene de larg tiraj. El a publicat următoarele cărți:
- Timpul muzical - materie și metaforă (Ed. Muzicală, 1988),
- Timpul și comunicarea muzicală (Ed. Muzicală, 1991),
- Estetica (Manual pentru clasa a XII-a a liceelor de arta) (Ed. Didactică și Pedagogică, 1996),
- Aripa Evei (Ed. Institutului Cultural Român, 2005) - volum de poezie.

În anul 2000 a publicat un volum prin care își prezenta crezul cultural-politic, criticat de unii drept superficial, vetust și de un extremism incompatibil cu democrația moderna europeana (v. mai jos "Legături externe"):
- Dreapta: Principii și perspective (Ed. Dacia, Cluj-Napoca, 2000)

## Premii și distincții
- Premiul "Dinu Lipatti" (1973)
- Premiul Uniunii Compozitorilor și Muzicologilor din România în anii 1979, 1981, 1982, 1987, 1989
- Premiul "George Enescu" al Academiei Române (1983)
- Premiul UCIN – 1987
- Premiul de compoziție acordat în SUA, Louisville (1992)

### Decorații
- Ordinul național „Serviciul Credincios” în grad de Cavaler (1 decembrie 2000) „pentru realizări artistice remarcabile și pentru promovarea culturii, de Ziua Națională a României”[4]